# Moreira de Rei
Moreira de Rei is een plaats (freguesia) in de Portugese gemeente Trancoso en telt 673 inwoners (2001).